# Ga Seongnam (Incheon)
Ga Seongnam (Chợ Geobuk) (Tiếng Hàn: 석남(거북시장)역, Hanja: 石南(거북市場)驛) là ga tàu điện ngầm trên Tàu điện ngầm Incheon tuyến số 2 và Tàu điện ngầm Seoul tuyến số 7 ở Seongnam-dong, Seo-gu, Incheon, Hàn Quốc. Không nên nhầm lẫn nó với Seongnam, một thành phố ở phía đông của Incheon.

## Lịch sử
- 30 tháng 10 năm 2014: Khởi công xây dựng giữa Ga văn phòng Bupyeong-gu ~ Ga Seongnam trên Tàu điện ngầm Seoul tuyến 7
- 30 tháng 7 năm 2016: Bắt đầu hoạt động với việc khai trương đoạn giữa Ga Geomdan Oryu ~ Ga Unyeon trên Tàu điện ngầm Incheon tuyến 2
- 22 tháng 5 năm 2021: Tàu điện ngầm Seoul tuyến 7 đoạn mở rộng Ga văn phòng Bupyeong-gu ~  Ga Seongnam được khai trương và trở thành ga trung chuyển.

## Bố trí ga

### Incheon tuyến 2 (B2F)
| Chợ Gajeong Jungang ↑                 |
| \| N/B                                |
| ↓ Trung tâm Cộng đồng Phụ nữ phía Tây |

| Hướng Bắc | ● Incheon tuyến 2 | ← Hướng đi Gajeong · Văn phòng Seo-gu · Geomam · Wanjeong · Geomdan Oryu                       |
| Hướng Nam | ● Incheon tuyến 2 | → Hướng đi Juan · Công viên công dân · Văn phòng Namdong-gu · Công viên lớn Incheon · Unyeon → |

### Tuyến số 7 (B5F)
| Sangok ↑         |
| \| N/B           |
| Bắt đầu·Kết thúc |

| Hướng Nam | ● Tuyến 7 | ← Hướng đi Văn phòng Bupyeong-gu · Toà thị chính Bucheon · Onsu · Jangam |
| Hướng Bắc | ● Tuyến 7 | → Kết thúc tại ga này                                                    |

## Xung quanh nhà ga
| Lối ra \| 나가는 곳 \| Exit \| 出口 | Lối ra \| 나가는 곳 \| Exit \| 出口                     |
| ----------------------------------- | ------------------------------------------------------- |
| 1                                   | Trung tâm phúc lợi hành chính Seoknam 3-dong            |
| 2                                   | Trường trung học nữ sinh Incheon Gajwa                  |
| 3                                   | Trường tiểu học Cheonma Trường trung học y tế Chunma    |
| 4                                   | Chợ Geobuk Trung tâm phúc lợi hành chính Seoknam 2-dong |
| 5                                   | Không gian xanh Seongnam                                |
| 6                                   | Công viên thể thao Sinseok                              |
| 7                                   | Công viên thể thao Seoknam                              |
| 8                                   | Trung tâm phúc lợi hành chính Seoknam 1-dong            |

## Hình ảnh

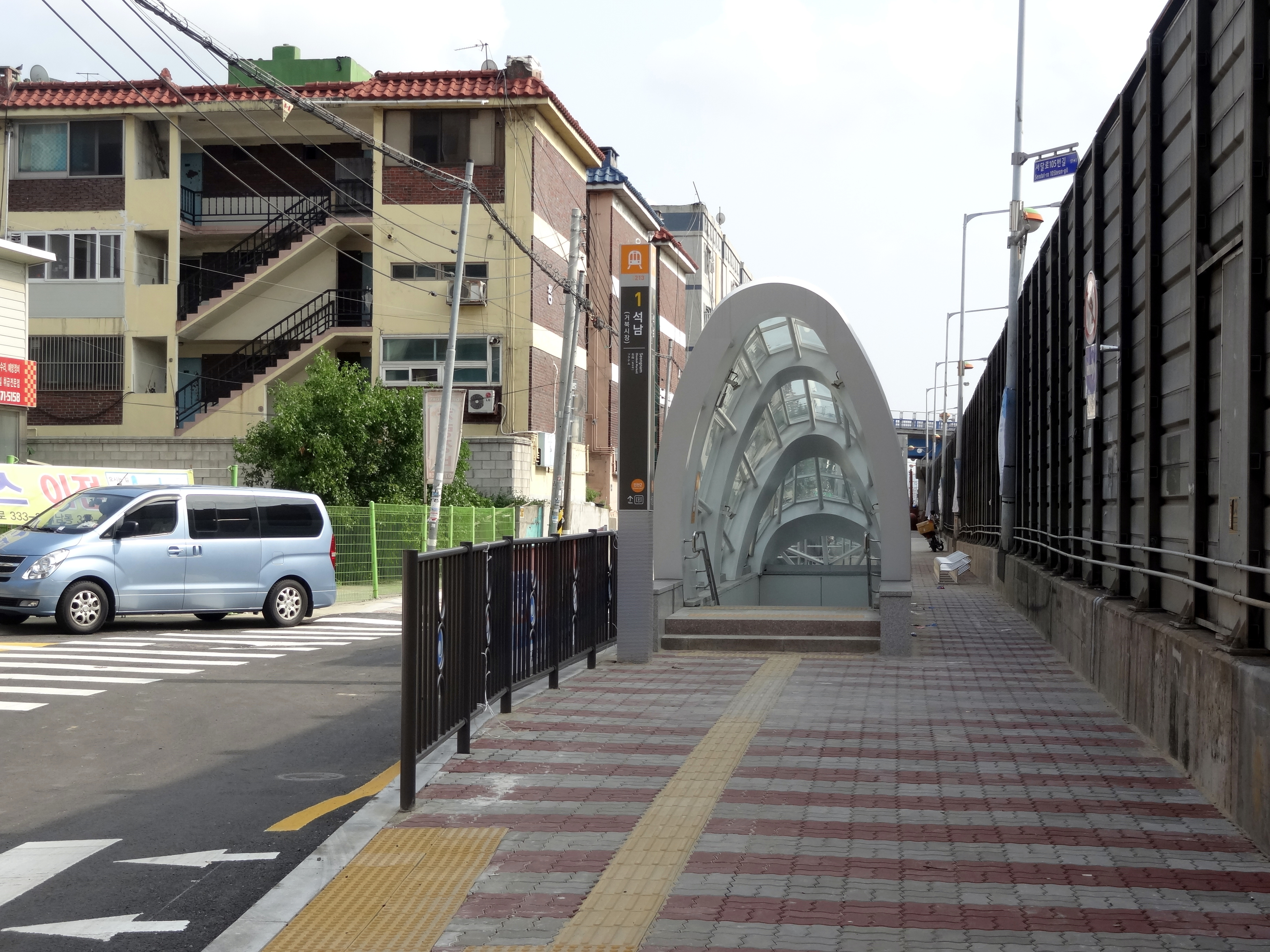
Lối ra 1
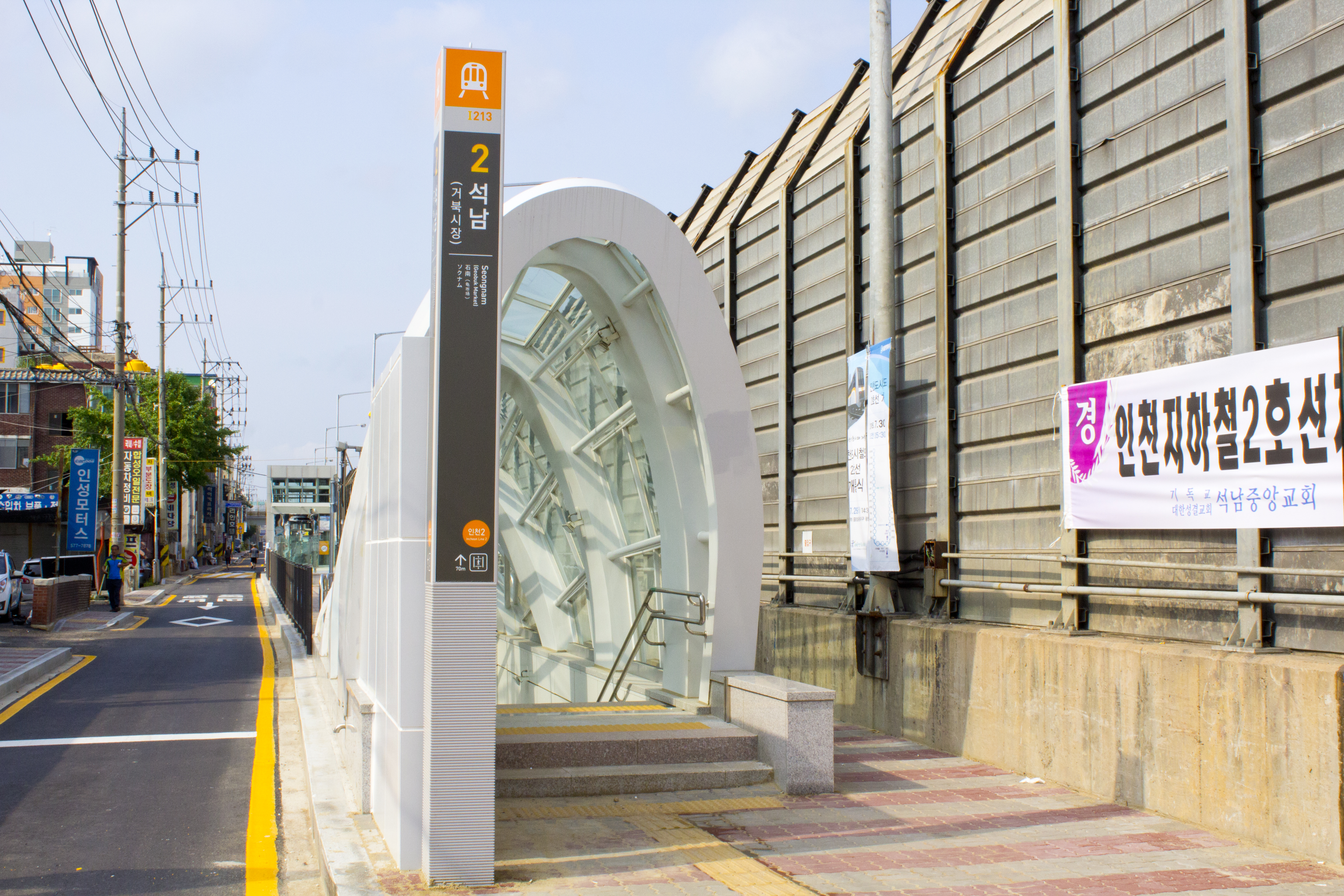
Lối ra 2 (hiện đã đổi thành Lối ra 8)
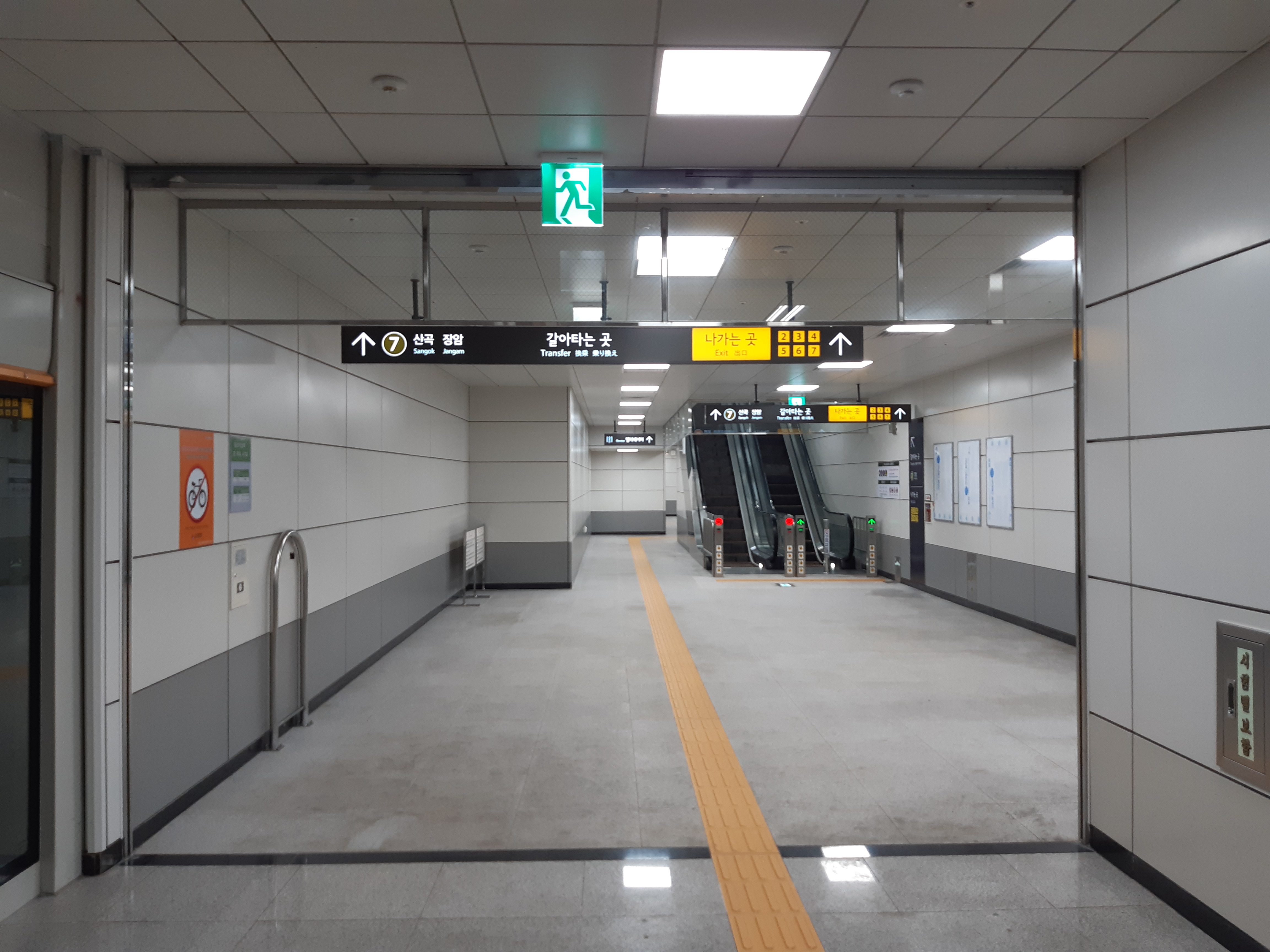
Lối đi chuyển tuyến
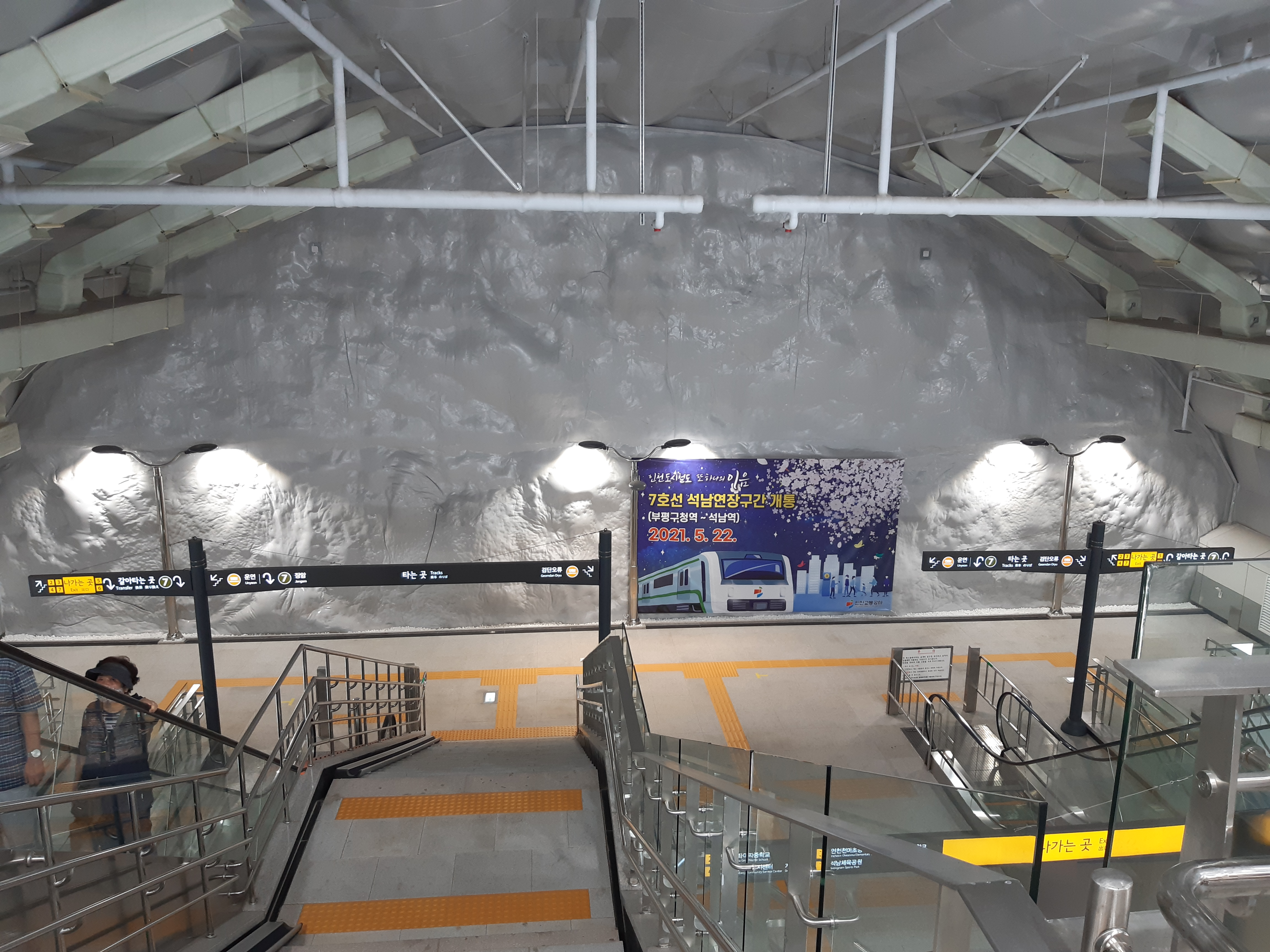
Cầu thang